# Лајање на звезде (роман)
Лајање на звезде је омладински роман из 1978. године, српског књижевника Милована Витезовића.

## Историја романа
Роман је паралелно писан и штампан у наставцима током 1975. и 1976. године у листу Младост, гласилу Савеза социјалистичке омладине Југославије. Прво потпуно издање романа појавило се 1978. године у издању Нолита, а у тиражу од 5000 примерака.
Доживео је преко 30 издања на српском језику, као и преводе на македонски, словеначки, румунски и словачки језик.

## Радња
Прича прати последње две недеље генерације матураната гимназије у месту Моравски Карловци. Кроз ђачке догодовштине и несташлуке, као и бројне афоризме, Витезовић даје духовит приказ живота младих.

## Филм и представе
По роману Милована Витезовића, Здравко Шотра је 1998. године режирао филм Лајање на звезде. Филм је изузетно добро примљен код публике и сматра се једним од најбољих остварења домаће кинематографије, а главне улоге су тумачили Драган Мићановић, Наташа Тапушковић, Никола Симић, Велимир Бата Живојиновић, Александар Берчек, Бранимир Брстина, Весна Тривалић, Богдан Диклић, Драган Јовановић, Драго Чумић, Маја Сабљић, Ненад Јездић, Михајло Бата Паскаљевић, Тихомир Станић...
Рађено је и неколико позоришних представа у Крагујевцу, Зајечару и Београду, као и мјузикл премијерно изведен 6. марта 2019. у позоришту ДАДОВ у режији Радована Кнежевића.